# Lorandersonia
Lorandersonia là một chi thực vật có hoa trong họ Cúc (Asteraceae).

## Loài
Chi Lorandersonia gồm các loài: